# Denis Ablyazin
Denis Mikhailovich Ablyazin (em russo:  Денис Михайлович Аблязин; Penza, 3 de agosto de 1992) é um ginasta russo que compete em provas de ginástica artística.
Representou a Rússia em duas edições de Jogos Olímpicos, conquistando uma medalha de prata no salto e uma medalha de bronze no solo em Londres 2012 e duas pratas (equipes e salto) e um bronze (argolas) na Rio 2016. Possui ainda um título mundial no solo em 2014 e seis medalhas de ouro em Campeonatos Europeus.

## Carreira
Ablyazin começou a praticar esportes aos sete anos de idade, inicialmente no hóquei no gelo e no BMX, mas sem conseguir melhores resultados decidiu tentar a ginástica artística.

### 2011–12
Em março de 2011, participou da etapa da Copa do Mundo em Cottbus, na Alemanha, onde ficou em quarto lugar no solo com uma pontuação de 14,925 e em terceiro no salto com 16,050. No mês seguinte competiu no Campeonato Europeu em Berlim, onde terminou em sexto na final dos exercícios de solo com 15,250. Em outubro, disputou seu primeiro Campeonato Mundial em Tóquio, no Japão, onde contribuiu para o quarto lugar da Rússia na final por equipes. Individualmente ficou em quinto lugar na final do salto com uma pontuação de 16,174, após se qualificar como primeiro reserva com a desistência do romeno Marian Drăgulescu por contusão.
Para a temporada de 2012, Ablyazin foi selecionado junto com Emin Garibov, David Belyavskiy, Anton Golotsutskov e Aleksandr Balandin para representar a Rússia no Campeonato Europeu em Montpellier, na França. Para a equipe contribuiu com notas de 15,266 no solo, 15,241 nas argolas e 16,066 no salto para levar a Rússia ao segundo lugar. Ele ganhou ainda duas medalhas de bronze nas finais das argolas e do salto, marcando 15,433 e 16,062 respectivamente.
Foi convocado para representar sua seleção nacional nos Jogos Olímpicos de 2012, em Londres, onde foi o único ginasta russo a ganhar medalhas entre os homens. No solo, teve a maior nota de dificuldade da competição com 7,1, mas na final empatou com a segunda melhor pontuação ao lado do japonês Kohei Uchimura (15,800). Uchimura acabou com a medalha de prata por ter uma melhor nota de execução (9,100) que Ablyazin (8,700), ambos atrás de Zou Kai, da China, que marcou 15,933 no total Conseguiu ainda uma medalha de prata no salto, atrás do favorito sul-coreano Yang Hak-seon.

### 2013–15
Ablyazin abriu a temporada pós-olímpica competindo na etapa da Copa do Mundo realizada na França, onde conquistou o ouro nos argolas e ficou em segundo lugar no solo. Na sequência, conquistou a medalha de ouro na final do salto no Campeonato Europeu de 2013, em Moscou, com pontuação de 15,408. Esteve com a delegação russa que competiu na Universíada de 2013, em Cazã, onde conquistou a medalha de ouro por equipes à frente da Ucrânia e do Japão. Nas finais por aparelhos ele terminou com a prata tanto nas argolas quanto no salto. Em setembro, esteve em Antuérpia, na Bélgica, para a disputa do Campeonato Mundial, mas não conseguiu avançar para nenhuma final.
Em maio de 2014, competiu no Campeonato Europeu em Sófia, Bulgária, onde obteve pontuações de 15,833 no solo, 15,500 nas argolas e 15,366 no salto para garantir o primeiro lugar da Rússia na final por equipes com um total de 267,959, à frente da Grã-Bretanha. Individualmente, ficou em primeiro lugar em todos os eventos em que se classificou, ganhando a medalha de ouro no solo com uma pontuação de 15,700, nas argolas marcando 15,800 (empatado com o companheiro de equipe Aleksandr Balandin), e no salto com uma pontuação total de 15,150. Com quatro medalhas de ouro, foi o ginasta mais bem sucedido da competição. Já no segundo semestre de 2014, Ablyazin disputou o Campeonato Mundial em Nanning, na China, e ajudou o time russo a ficar em quinto lugar entre as equipes. Nas finais por aparelhos se classificou em três eventos, sendo que no solo terminou a frente do então campeão Kenzō Shirai, do Japão, conquistando sua primeira e única medalha de ouro em mundiais. Com 15,750 pontos, ficou apenas 0,017 de diferença para Shirai, sendo que no aparelho teve a segunda maior nota de dificuldade (7,1 contra 7,4 de Shirai). Também medalhou nas argolas ao faturar o bronze com uma pontuação de 15,700, e na final do salto terminou em oitavo lugar após falhar nas duas apresentações.
Durante o Campeonato Mundial de 2015 integrou mais uma vez a equipe nacional, contribuindo nos três aparelhos de sua especialidade (15,100 no solo, 14,433 nas argolas e 15,700 no salto) para levar a Rússia ao quarto lugar. Sua única final por aparelhos foi no salto, mas com desempenho pior que nas qualificatórias ficou apenas com a sexta posição (14,850).

### 2016–17

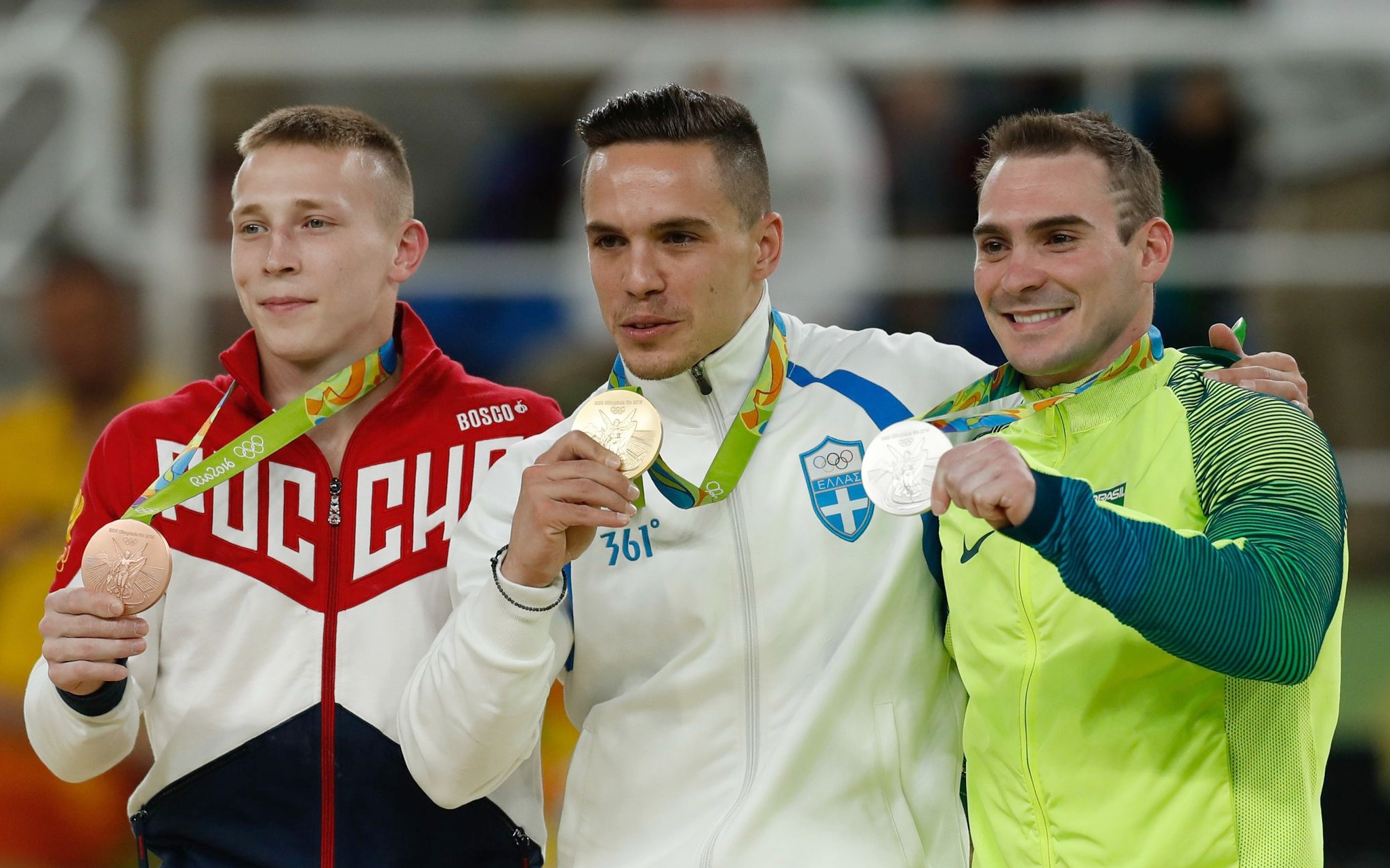
Ablyazin (esquerda) ao lado de Petrounias e Zanetti, os medalhistas das argolas na Rio 2016.

Abrindo o ano olímpico, disputou em maio de 2016 o Campeonato Europeu em Berna, na Suíça, onde conquistou a medalha de ouro com a equipe russa. Ainda se classificou para duas finais por aparelhos, levando a prata nas argolas (empatado com o armênio Vahagn Davtyan) e terminando em sétimo lugar no salto.
Ao lado de Ivan Stretovich, Nikita Nagornyy, Nikolai Kuksenkov e David Belyavskiy, integrou a delegação da Rússia nos Jogos Olímpicos, no Rio de Janeiro, que conquistou a medalha de prata por equipes, atrás apenas do Japão com 271,453 pontos. Também se classificou para duas finais por aparelhos e conquistou medalhas em ambas as provas, sendo um bronze nas argolas atrás do grego Eleftherios Petrounias e do brasileiro Arthur Zanetti, e prata no salto ao ser superado apenas por Ri Se-gwang, da Coreia do Norte.
Após as conquistas no Rio de Janeiro, só voltou a competir um ano depois, na Copa da Rússia de ginástica artística, competição que serviu de qualificação para o Campeonato Mundial de 2017, em Montreal. Ablyazin se recuperava de lesões no joelho além de acompanhar o nascimento de seu primeiro filho, Yaroslav, fruto de seu relacionamento com a ex-ginasta Ksenia Semenova. No Canadá conquistou a medalha de prata nas argolas com 15,333 pontos, atrás apenas do então campeão olímpico Petrounias.